# Grammy Latino de Melhor Artista Revelação
O Grammy Latino de Melhor Artista Revelação é entregue anualmente desde 2000, quando a cerimônia de premiação foi instituída.  O prêmio é entregue para artistas solo, duplas ou grupo.
Foi dado pela primeira vez ao artista cubano Ibrahim Ferrer em 2000. Os vencedores seguintes foram Juanes, Jorge Moreno e David Bisbal. Em 2004, a cantora brasileira Maria Rita tornou-se a primeira mulher vencedora. A cantora e compositora espanhola Bebe recebeu o prêmio em 2005. As bandas Calle 13 e Jesse & Joy ganharam nos dois anos posteriores, seguidas pelos cantores Kany García, Alexander Acha, Alex Cuba, Sie7e, o grupo mexicano 3BallMTY, Gaby Moreno, Mariana Vega, Manuel Medrano, Vicente García, Karol G, Nella Rojas e Mike Bahía. A cantora espanhola Rosalía se tornou a primeira artista a ser indicada ao prêmio, em 2017, e também oa Grammy de Melhor Artista Revelação em 2020.
O prêmio foi entregue a dez artistas masculinos e oito femininos; 3BallMTY, Calle 13, Jesse & Joy e Monsieur Periné são os únicos conjuntos a ganhar o prêmio. Desde a sua criação, o prêmio foi concedido a músicos ou grupos originários do Brasil, Colômbia, Cuba, México, Porto Rico, República Dominicana, Espanha e Venezuela.

## Vencedores

### Década de 2000
| Ano[I] | Vencedor(a)    | País       | Indicados[III]                                                               | Ref.   |
| ------ | -------------- | ---------- | ---------------------------------------------------------------------------- | ------ |
| 2000   | Ibrahim Ferrer | Cuba       | - Café Quijano - Amaury Gutiérrez - Fernando Osorio - Ivete Sangalo          | [ 5 ]  |
| 2001   | Juanes         | Colômbia   | - Bacilos - Bebel Gilberto - Sindicato Argentino del Hip Hop - Manuel Vargas | [ 6 ]  |
| 2002   | Jorge Moreno   | Cuba       | - Andrés Cabas - Circo - Gian Marco - Sin Bandera                            | [ 7 ]  |
| 2003   | David Bisbal   | Espanha    | - Tiziano Ferro - Natalia Lafourcade - Fernanda Porto - Álex Ubago           | [ 8 ]  |
| 2004   | Maria Rita     | Brasil     | - Akwid - Obie Bermúdez - Mauricio & Palodeagua - Superlitio                 | [ 9 ]  |
| 2005   | Bebe           | Espanha    | - Ilona - JD Natasha - Diana Navarro - Reik                                  | [ 10 ] |
| 2006   | Calle 13       | Porto Rico | - Céu - Inés Gaviria - Lena Burke - Pamela Rodriguez                         | [ 11 ] |
| 2007   | Jesse & Joy    | México     | - Alejandra Alberti - Dafnis Prieto - Tulsa - Ricky Vallen                   | [ 12 ] |
| 2008   | Kany García    | Porto Rico | - Mónica Giraldo - Diogo Nogueira - Roberta Sá - Ximena Sariñana             | [ 13 ] |
| 2009   | Alexander Acha | México     | - Chocquibtown - Claudio Corsi - India Martínez - Luz Rios                   | [ 14 ] |

### Década de 2010
| Ano[I] | Vencedor(a)     | País                 | Indicados[III] | Ref.   |
| ------ | --------------- | -------------------- | --- | ------ |
| 2010   | Alex Cuba       | Cuba                 | - Estrella - Maria Gadú - Jotdog - Koko Stambuk | [ 15 ] |
| 2011   | Sie7e           | Porto Rico           | - Pablo Alborán - Max Capote - Paula Fernandes - Il Volo                                                                                           | [ 16 ] |
| 2012   | 3Ball MTY       | México               | - Gaby Amarantos - Ana Victoria - Deborah De Corral - Elain - Ulises Hadjis - Juan Magan - Los Mesoneros - Rosario Ortega - Piso 21                | [ 17 ] |
| 2013   | Gaby Moreno     | Guatemala            | - A Band of Bitches - Leslie Cartaya - EliaCim - Clarice Falcão - Jesús Hidalgo - Maluma - Mojito Lite - Quattro - Miltón Salcedo                  | [ 18 ] |
| 2014   | Mariana Vega    | Venezuela            | - Aneeka - Linda Briceño - Caloncho - Julio César - Pablo López - Miranda - Periko & Jessi León - Daniela Spalla - Juan Pablo Vega                 | [ 19 ] |
| 2015   | Monsieur Periné | Colômbia             | - Kaay - Iván "Melón" Lewis - Manu Manzo - Matisse - Julieta Rada - Tulipa Ruiz - Raquel Sofía - Vazquez Sounds - Vitrola Sintética                | [ 20 ] |
| 2016   | Manuel Medrano  | Colômbia             | - Sophia Abrahão - Álex Anwandter - The Chamanas - Esteman - Joss Favela - iLe - Mon Laferte - Morat - Ian Ramil                                   | [ 21 ] |
| 2017   | Vicente García  | República Dominicana | - Paula Arenas - CNCO - Martina La Peligrosa - Mau y Ricky - Rawayana - Sofía Reyes - Rosalía - Danay Suárez - Sebastián Yatra                     | [ 22 ] |
| 2018   | Karol G         | Colômbia             | - Ángela Aguilar - Anaadi - El David Aguilar - Alex Ferreira - Los Petitfellas - Nana Mendoza - Christian Nodal - Claudia Prieto - Benjamín Walker | [ 23 ] |
| 2019   | Nella           | Venezuela            | - Aitana - Burning Caravan - Cami - Fer Casillas - Chipi Chacón - Elsa y Elmar - Greeicy - Juan Ingaramo - Paulo Londra                            |        |

### Década de 2020
| Ano[I] | Vencedor(a)       | País     | Indicados[III] | Ref.   |
| ------ | ----------------- | -------- | --- | ------ |
| 2020   | Mike Bahía        | Colômbia | - Anuel AA - Rauw Alejandro - Cazzu - Conociendo Rusia - Soy Emilia - Kurt - Nicki Nicole - Nathy Peluso - Pitizion - WOS | [ 24 ] |
| 2021   | Juliana Velásquez | Colômbia | - Giulia Be - María Becerra - Bizarrap - Boza - Zoe Gotusso - Humbe - Rita Indiana - Lasso - Paloma Mami - Marco Mares    | [ 25 ] |